# كارابيت شاكو
كارابيت شاكو (بالأرمنية: Կարապետ Խաչո)‏ هو أحد الأرمن المغنيين لموسيقى الدنبيج الكردية. وُلد في 3 سبتمبر 1900  أو1903 أو1908، وتُوفي في 15 يناير 2005.
وُلد كارابيت في قرية بيليدير (والتي تُسمى الآن بمحافظة باتمان، في تركيا) خلال فترة الإمبراطورية العثمانية لأسرة أرمنية في عام 1900. وفي عام 1915، شهد إبادة قريته خلال الإبادة الجماعية للأرمن. نجا كارابيت وشقيقه إبراهيم واخوته منوشاك وزيزال من المذبحة لأن الجندي قال دعونا نحررهم ونسمح لهم بالرحيل لأنهم فقدوا والديهم. نجى كارابيت لمعرفته بكورمانجي وموهبته الغنائية.
بدأ في سن مبكرة بالاستماع إلى الموسيقى وغناء الأغاني الشعبية الكردية القديمة التي مرت عبر الأجيال. كما عمل كجندي مرتزقة في الفيلق الأجنبي الفرنسي لما يقرب من 15 عامًا. تزوج ييفا من عائلة عزيزيان في مدينة القامشلي السورية، حيث كان يعمل في الفيلق في عام 193. وأنجبا أربع بنات وابن. هاجر هو وعائلته إلى جمهورية أرمينيا السوفيتية الاشتراكية واستقروا في يريفان في عام 1946. صاغ تجاربه التي شهدها خلال الإبادة الجماعية. عمل كارابيت شاكو في خدمة اللغة الكردية في راديو يريفان وحظي بشعبية بين الشعب الكردي.
أصبح شاكو لاحقًا أحد أعظم مسجلي موسيقى الدنبيج الكردية، وهو شكل من أشكال الغناء الذي يروي في كثير من الأحيان قصة. وتُوفي في 15 يناير 2005.